# کریس اکابوسی
کریس اکابوسی (انگلیسی: Kriss Akabusi؛ زادهٔ ۲۸ نوامبر ۱۹۵۸) ورزشکار دو و میدانی، و مجری تلویزیون اهل بریتانیا است.